# Liamoo
Liamoo, właśc. Liam Cacatian Thomassen (ur. 10 września 1997 w Lidköping) – szwedzki piosenkarz.

## Kariera
Ma szwedzkie, norweskie, fińskie i filipińskie korzenie. Był prześladowany w szkole i przerwał naukę w pierwszej klasie szkoły średniej.
W 2016 wziął udział w przesłuchaniach do dwunastego sezonu szwedzkiej wersji programu Idol. Mimo odpadnięcia w tygodniu kwalifikacyjnym otrzymał tzw. dziką kartę, dzięki czemu wystąpił w finale, w który ostatecznie zwyciężył. Po programie wydał debiutanckie single: „Beautiful Silence” (jako finalista Idola) i „Playing with Fire”, które dotarły odpowiednio do 42. i 6. miejsca na oficjalnej szwedzkiej liście sprzedaży. Drugi z nich uzyskał w Szwecji status platynowej płyty.
W 2018 z utworem „Last Breath” zajął szóste miejsce w finale programu Melodifestivalen 2018. Z piosenką dotarł do dziewiątego miejsca na szwedzkiej liście sprzedaży, a za jej sprzedaż uzyskał status platynowej płyty w Szwecji. W tym samym roku nagrał featuring do utworu Johna de Sohna „Forever Young”, który uzyskał status złotej płyty w Szwecji i uplasował się na 38. miejscu na liście sprzedaży. W 2019 z utworem „Hold You”, wykonywanym w duecie z Hanną Ferm, zajął trzecie miejsce w finale programu Melodifestivalen 2019. Utwór dotarł do drugiego miejsca na liście sprzedaży w Szwecji. 17 maja 2019 wydał singiel „Broken Hearted”, który nagrał przy współpracy ze Steernerem i Hechmannem. W 2022 z utworem „Bluffin” zajął czwarte miejsce w finale programu Melodifestivalen 2022. Z utworem dotarł do ósmego miejsca na liście sprzedaży w Szwecji. W 2024 z utworem „Dragon” powrócił do Melodifestivalen 2024 i zajął piąte miejsce w finale programu.

## Single
| Rok                                                | Tytuł                                             | Najwyższe pozycje na listach | Najwyższe pozycje na listach | Certyfikat             |
| Rok                                                | Tytuł                                             | SWE                          | POL                          | Certyfikat             |
| -------------------------------------------------- | ------------------------------------------------- | ---------------------------- | ---------------------------- | ---------------------- |
| 2016                                               | „Beautiful Silence”                               | 42                           | –                            |                        |
| 2016                                               | „Playing with Fire”                               | 6                            | –                            | - SWE: platynowa płyta |
| 2017                                               | „Burn”                                            | –                            | –                            |                        |
| 2017                                               | „It Ain't Easy”                                   | –                            | –                            |                        |
| 2018                                               | „Last Breath”                                     | 9                            | –                            | - SWE: platynowa płyta |
| 2018                                               | „Journey”                                         | –                            | –                            |                        |
| 2019                                               | „Hold You” (oraz Hanna Ferm)                      | 2                            | –                            |                        |
| 2019                                               | „Broken Hearted” (oraz Steerner i Hechmann)       | –                            | –                            |                        |
| 2022                                               | „Guld, svett & tårar” (oraz Klara Hammarström)    | –                            | –                            |                        |
| 2022                                               | „Bluffin”                                         | 8                            | –                            |                        |
| 2023                                               | „Running with Lightning” (oraz Kuba Szmajkowski)  | –                            | 14                           |                        |
| Gościnnie                                          |                                                   |                              |                              |                        |
| 2018                                               | „Forever Young” (John de Sohn, gościnnie: Liamoo) | 38                           | –                            | - SWE: złota płyta     |
| „–” oznacza, że singel nie był notowany na liście. |                                                   |                              |                              |                        |